# Luise av Schleswig-Holstein-Sonderburg-Augustenburg
Luise av Schleswig-Holstein-Sonderburg-Augustenburg, född 8 april 1866 i Kiel, död 28 april 1952 i Bad Nauheim, preussisk prinsessa; dotter till hertig Fredrik av Schleswig-Holstein-Sonderburg-Augustenburg och dennes gemål Adelheid av Hohenlohe-Langenburg, och syster till tyska kejsarinnan Auguste Viktoria av Schleswig-Holstein-Sonderburg-Augustenburg. 

## Biografi
Luise gifte sig 1889 i Berlin, med sin svågers kusin, prins Fredrik Leopold av Preussen. Familjen bodde mestadels på slottet Klein Glienicke utanför Potsdam.
Äktenskapet arrangerades som en slutgiltig symbol av freden mellan Preussen och Augustenburg, som tidigare stått i fientligt förhållande till varandra. Bröllopet stod på Charlottenburgs slott i Berlin och blev ovanligt pampigt, då det gjordes till tillfälle för hennes svåger, kejsaren att visa upp vilken pompa och högtidlighet han kunde åstadkomma. 
Luise ersatte och representerade ofta sin syster kejsarinnan vid representationsuppdrag. Hon råkade ut för två olyckor som nästan kostade henne livet. år 1896 gick hon genom isen då hon åkte skridskor, och 1897 drogs hon efter sin häst i stigbygeln. Hennes man blev efter detta tillfälle skarpt förebrådd av kejsaren för sin likgiltighet.  

## Barn
- Viktoria Margarete av Preussen (1890-1923), gift med Henrik XXXIII av Reuss (skilda 1922)
- Fredrik Sigismund av Preussen (1891-1927), omkom i ridolycka, gift med Marie Louise av Schaumburg-Lippe
- Fredrik Karl av Preussen (1893-1917), omkom i första världskriget
- Fredrik Leopold av Preussen (1895-1959), ogift